# ال پالمر (مورسیا)
ال پالمر (به اسپانیایی: El Palmar) یک منطقهٔ مسکونی در اسپانیا است که در مورسیا (شهر) واقع شده‌است. ال پالمر ۲۶٫۰۳۹ کیلومتر مربع مساحت و ۲۲٬۸۹۷ نفر جمعیت دارد و ۶۷ متر بالاتر از سطح دریا واقع شده‌است.
ال پالمر زادگاه کارلوس آلکاراز،تنیسور مشهور اسپانیایی است.